# Diana Osorio
Diana Osorio (León, 14 de novembro de 1978) é uma atriz mexicana.

## Biografia
Diana Osorio iniciou sua carreira como atriz estudando no CEA Centro de Educação Artística da Televisa
Seu primeiro papel foi na telenovela Tres mujeres no ano de 1999 interpretando a personagem Verónica Toscano, esse papel lhe proporcionou reconhecimento no meio artístico, e assim ela se tornou conheocida entro os produtores que não duvidaram em contar com ela em seus projetos.
Seu próximo trabalho foi na telenovela Siempre te amaré em 2000 interpretando Mariana Garrai essa produção foi protagonizada pela atriz Laura Flores, ao término desta produção, Diana com a personagem Lupita em uma atuação especial na telenovela infantil Carita de ángel do ano 2000, sendo par romântico de Gabriel Soto.
Em siguida no ano de 2001, ela atua na telenovela juvenil El juego de la vida sendo Carmen "Carmelita" Pérez, durante o ano de  2002 se integra ao extenso elenco da miniserie Mujer, casos de la vida real. E nesse mesmo ano, estreia no cinema com a personagem Yadhira no filme "Punto y aparte".
De volta a televisão Diana atua na telenovela Velo de novia em 2003, interpretando Ximena Robleto. Em seguida ela muda para Miami no ano de 2005 em busca de novas oportunidades na carreira, os meses passam e ela ingressa a rede Telemundo, seu primeiro trabalho na nova emissora foi como parte protagonista na telenovela El cuerpo del deseo interpretando Valeria, com essa personagem ela conseguiu boas críticas por partes dos meios de comunicação.
No ano de 2006 participa da série "Decisiones" como parte estável de alguns episódios.
Novamente muda de emissora, vai para Venevision, e integra o elenco da telenovela Acorralada de 2007, no papel da vilã Pilar a noiva caprichosa de Willian Levy.
Se retira um tempo da televisão, e retorna em 2009 quando particpa de Pecadora como Andrea, outra produção da Venevisión.
Atualmente participa da telenovela do produtor Nicandro Díaz González intitulada Soy tu dueña em 2010 com a personagem de Margarita na rede Televisa.

## Telenovelas
- Grachi (2012) ....  alejandra forlán
- Soy tu dueña (2010) .... Margarita Corona
- Pecadora (2009) .... Andrea
- Acorralada (2007) .... Pilar
- El cuerpo del deseo (2005) .... Valeria
- Velo de novia (2003) .... Ximena Robleto
- El juego de la vida .... Carmen "Carmelita" Pérez
- Carita de ángel (2000) .... Lupita
- Siempre te amaré (2000) .... Mariana Garrai
- Tres mujeres (1999) .... Verónica Toscano

## Series
- Decisiones (2006) .... Nancy (Vários Episodios)
- Mujer, casos de la vida real (2002) .... (Vários Episodios)

## Cinema
- Punto y aparte (2002) ... Yadhira